# Castelo Allardice

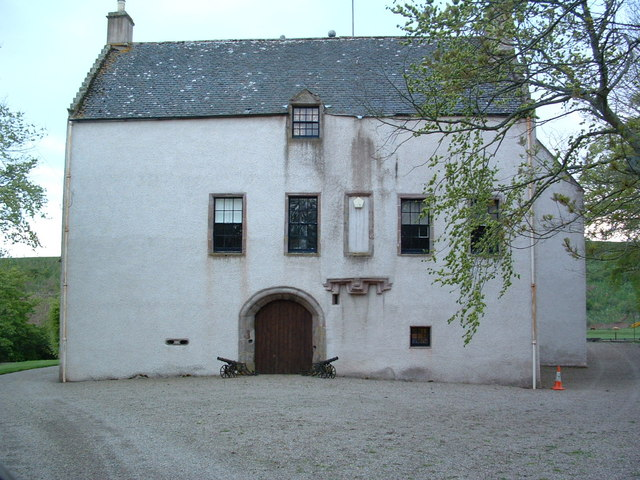
Castelo Allardice, Escócia.

O Castelo Allardice (em língua inglesa Allardice Castle) é um castelo localizado em Kincardineshire, Escócia.